# Bladensburg National Park
Bladensburg National Park är en park i Australien. Den ligger i delstaten Queensland, omkring 1 100 kilometer nordväst om delstatshuvudstaden Brisbane.
Trakten runt Bladensburg National Park är nära nog obefolkad, med mindre än två invånare per kvadratkilometer.. Det finns inga samhällen i närheten.
Omgivningarna runt Bladensburg National Park är i huvudsak ett öppet busklandskap. Genomsnittlig årsnederbörd är 345 millimeter. Den regnigaste månaden är februari, med i genomsnitt 103 mm nederbörd, och den torraste är september, med 5 mm nederbörd.